# San Fernando Información
San Fernando Información fue un periódico español de ámbito local publicado la localidad gaditana de San Fernando. Perteneciente al grupo Publicaciones del Sur, en agosto de 2008 se integró en el diario Andaluciainformación.es, junto a los diarios Cádiz Información y El Puerto Información.